# Patinação de velocidade nos Jogos Olímpicos de Inverno de 1964
A patinação de velocidade(pt-BR) ou patinagem de velocidade(pt-PT?) nos Jogos Olímpicos de Inverno de 1964 consistiu de quatro de eventos para homens e quatro para mulheres. As provas foram realizadas entre os dias 30 de janeiro e 2 de fevereiro de 1964 em Innsbruck.
A soviética Lidia Skoblikova conquistou todas as quatro medalhas de ouro em disputa na modalidade, totalizando um total de seis medalhas de ouro olímpica entre 1960 e 1964. É a recordista de medalhas de ouro na história da patinação de velocidade olímpica.

## Medalhistas
Masculino
| Evento                | Ouro                               | Prata                                                                                            | Bronze                       |
| --------------------- | ---------------------------------- | ------------------------------------------------------------------------------------------------ | ---------------------------- |
| 500 metros detalhes   | Terry McDermott USA Estados Unidos | Alv Gjestvang NOR Noruega Yevgeny Grishin URS União Soviética Vladimir Orlov URS União Soviética | nenhum                       |
| 1500 metros detalhes  | Ants Antson URS União Soviética    | Kees Verkerk NED Países Baixos                                                                   | Villy Haugen NOR Noruega     |
| 5000 metros detalhes  | Knut Johannesen NOR Noruega        | Per Ivar Moe NOR Noruega                                                                         | Fred Anton Maier NOR Noruega |
| 10000 metros detalhes | Jonny Nilsson SWE Suécia           | Fred Anton Maier NOR Noruega                                                                     | Knut Johannesen NOR Noruega  |

Feminino
| Evento               | Ouro                                  | Prata                                                                 | Bronze                                 |
| -------------------- | ------------------------------------- | --------------------------------------------------------------------- | -------------------------------------- |
| 500 metros detalhes  | Lidiya Skoblikova URS União Soviética | Irina Egorova URS União Soviética                                     | Tatyana Sidorova URS União Soviética   |
| 1000 metros detalhes | Lidiya Skoblikova URS União Soviética | Irina Egorova URS União Soviética                                     | Kaija Mustonen FIN Finlândia           |
| 1500 metros detalhes | Lidiya Skoblikova URS União Soviética | Kaija Mustonen FIN Finlândia                                          | Berta Kolokoltseva URS União Soviética |
| 3000 metros detalhes | Lidiya Skoblikova URS União Soviética | Han Pil-Hwa PRK Coreia do Norte Valentina Stenina URS União Soviética | nenhum                                 |

## Quadro de medalhas
| Ordem | País                | Medalha de ouro | Medalha de prata | Medalha de bronze |    |
| ----- | ------------------- | --------------- | ---------------- | ----------------- | -- |
| 1     | URS União Soviética | 5               | 5                | 2                 | 12 |
| 2     | NOR Noruega         | 1               | 3                | 3                 | 7  |
| 3     | USA Estados Unidos  | 1               |                  |                   | 1  |
| 3     | SWE Suécia          | 1               |                  |                   | 1  |
| 5     | FIN Finlândia       |                 | 1                | 1                 | 2  |
| 6     | PRK Coreia do Norte |                 | 1                |                   | 1  |
| 6     | NED Países Baixos   |                 | 1                |                   | 1  |
| TOTAL | TOTAL               | 8               | 11               | 6                 | 25 |